# Macromya anthemon
Macromya anthemon är en tvåvingeart som beskrevs av Walker 1849. Macromya anthemon ingår i släktet Macromya och familjen parasitflugor. Inga underarter finns listade i Catalogue of Life.